# Diapleuridae
Diapleuridae is een familie van sponsdieren uit de klasse van de Hexactinellida. 

## Geslacht
- Scleroplegma Schmidt, 1880